# Putanja
Putanja, staza ili trajektorija je krivulja koju tijekom gibanja opisuju materijalna točka ili središte mase nekog fizikalnog tijela. Prema obliku putanja može biti pravac, parabola, kružnica, elipsa, cikloida ili bilo koja prostorna krivulja.
U astronomiji i astronautici putanja nebeskog tijela u gravitacijskom polju nekog drugog nebeskog tijela naziva se orbita ili planetarna putanja.

## Objašnjenje
Ako jednadžba putanje nije unaprijed poznata, može je se odrediti tako da se iz jednadžbi zakona puta ukloni vrijeme. Evo najjednostavnijeg mogućeg primjera: neka je zakon puta neke točke {\displaystyle \mathbf {} x=t}. Ova jednadžba govori da se točka nakon {\displaystyle \mathbf {} n} sekundi pomakla za {\displaystyle \mathbf {} n} metara po pravcu {\displaystyle \mathbf {} x}. Putanja te točke je očito sam pravac {\displaystyle \mathbf {} x}.
Uzmimo samo malo složeniji primjer: neka je zakon puta dan izrazima {\displaystyle \mathbf {} x=t}, {\displaystyle \mathbf {} y=t}. Kada izjednačimo {\displaystyle \mathbf {} t} u obje jednadžbe, dobivamo jednadžbu putanje {\displaystyle \mathbf {} y=x}.
Na isti se način jednadžbu putanje raznim matematičkim pretvorbama može dobiti i za mnogo složenije izraze zakona puta u bilo kakvom koordinatnom sustavu.

### Kosi hitac
Kosi hitac je složeno ili krivocrtno gibanje nastalo kada vektor početne brzine izbačenog tijela (obično projektil) zatvara oštri kut prema vodoravnoj ravnini. Putanja tijela ima oblik parabole s tjemenom na vrhu. Na izbačeno tijelo djeluje vektor kose početne brzine te ubrzanje zemljine sile teže.

### Zemljina putanja
Zemljina putanja u astronomiji predstavlja planetarnu putanju (orbitu) Zemlje kojom obilazi Sunce, na udaljenosti od jedne astronomske jedinice (AJ) ili 149 597 870 691 ± 30 metara, što predstavlja približno 150 milijuna kilometara. Perihel Zemlje je najbliža točka Zemljine putanje do Sunčeva središta, smještena na kraju velike osi elipse kojom se Zemlja giba relativno prema Suncu, a Zemlja prolazi kroz perihel svake godine početkom siječnja (u zadnje vrijeme 3. siječnja) i iznosi 147 098 291 km. Afel Zemlje je najudaljenija točka putanje Zemlje do Sunčeva središta, a Zemlja prolazi kroz afel početkom srpnja (u zadnje vrijeme 4. srpnja) i iznosi 152 098 233 km. Orbitalna brzina Zemlje je 30 km/s (108 000 km/h) što znači da pređe udaljenost Zemljinog promjera (oko 12 700 km) za 7 minuta ili udaljenost do Mjeseca (oko 384 000 km) za 4 sata. 